# Belém de Maria
Pour les articles homonymes, voir Belém (homonymie).
Belém de Maria est une municipalité brésilienne située dans l'État du Pernambouc.

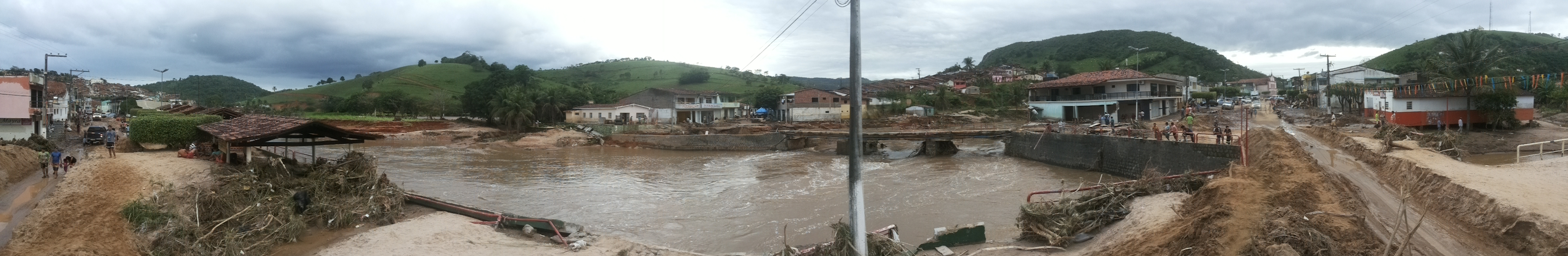
Vue panoramique de Belém de Maria lors des inondations de 2017